# Lorna Magara
Lorna Magara, née en 1966, est la première femme à être élue présidente du Conseil de l'Université de Makerere, depuis la fondation de l'université en 1922, la plus ancienne université publique d'Ouganda. Son parcours alterne entre des institutions publiques et privées. Elle a été élue pour un mandat renouvelable de quatre ans, à compter du 20 décembre 2018, puis réélue pour un deuxième mandat en 2022. 

## Biographie
Elle est née de Hezron et Catherine Kakuyo en 1966. Elle est la sœur d'Allen Kagina, et de Jocelyn Kyobutungi Rugunda (épouse du Premier ministre ougandais Ruhakana Rugunda). Elle a passé la majeure partie de son enfance à Jinja. Après avoir fréquenté les écoles primaires et secondaires, elle a été admise à l'université de Makerere en 1985, où elle a obtenu une licence en arts et un diplôme en éducation en 1988. Son deuxième diplôme est un Master of Arts en management et gestion des organisations, délivré par l'Université chrétienne d'Ouganda, dans le district de Mukono. Elle est également titulaire de plusieurs certificats en management.
Pendant les six premières années de sa carrière professionnelle, de 1989 à 1995, elle est responsable des ressources humaines à la Caisse nationale de sécurité sociale de l'Ouganda (NSSF). À ce titre, elle fait partie de l'équipe qui met en place le département de la formation et l'unité de planification de la main-d'œuvre à la NSSF.
Elle se lance ensuite dans le conseil privé et devient directrice de Destiny Consult Limited, un cabinet de conseil privé qui propose des programmes de formation au leadership. Cette phase de sa carrière dure 12 ans, jusqu'en 2008. En 2008, elle devient membre du corps enseignant de l'African Kingdom Business Forum (AKBF), un cabinet de conseil en développement du personnel qui propose des programmes de formation au management. 
Elle est élue pour un mandat renouvelable de quatre ans, à compter du 20 décembre 2018, comme présidente du Conseil de l'Université de Makerere, première femme dans cette fonction, puis réélue pour un deuxième mandat en 2022,